# لاندون كارتر
لاندون كارتر (بالإنجليزية: Landon Carter)‏ هو عالم حشرات أمريكي، ولد في 1 أغسطس 1710، وتوفي في 22 ديسمبر 1778.